# فرودگاه دلتا جانکشن
فرودگاه دلتا جانکشن (به انگلیسی: Delta Junction Airport) یک فرودگاه همگانی با کد یاتا DJN است که یک باند فرود شن دارد و طول باند آن ۷۶۲ متر است. این فرودگاه در شهر دلتا جانکشن، آلاسکا کشور ایالات متحده آمریکا قرار دارد و در ارتفاع ۳۵۱ متری از سطح دریا واقع شده‌است.